# Varechovce
Varechovce es un municipio del distrito de Stropkov en la región de Prešov, Eslovaquia, con una población estimada a final del año 2024 de 135 habitantes.
Se encuentra ubicado al noreste de la región, cerca del río Ondava (cuenca hidrográfica del río Tisza) y de la frontera con  Polonia.

## Demografía
| Año        | 1994 | 2004     | 2014    | 2024     |
| ---------- | ---- | -------- | ------- | -------- |
| Población  | 181  | 160      | 165     | 135      |
| Diferencia |      | −11,60 % | +3,12 % | −18,18 % |

| Año        | 2023 | 2024    |
| ---------- | ---- | ------- |
| Población  | 146  | 135     |
| Diferencia |      | −7,53 % |